# SN 386
SN 386 was een supernova in het sterrenbeeld Boogschutter, die verscheen als een "gastster" die in 386 CE door Chinese astronomen werd gemeld.

## Verslag
"Keizer Xiaowu van Jin, 11e jaar van de Taiyuan regeerperiode, derde maand. Er was een gastster in Nandou (LM8) die duurde tot de 6e maand (13 jul. tot 10 aug.), toen verdween hij" (Jin shu, Tianwen zhi, hfdst. 13; Song shu, Tianwen zhi, hfdst. 25 volgens Xu, Pankenier, Jiang 2000).
Nandou maakt deel uit van het sterrenbeeld Boogschutter. De enige historische informatie is: Er is daar iets opgeflakkerd en dat was ~3 maanden zichtbaar. Omdat dit asterisme in of dicht bij de uitstulping van de Melkweg staat, moet het object helder zijn geweest (minstens 2 mag) om tegen de heldere achtergrond van de wolken van de Melkweg te kunnen worden herkend.

## Supernovarestant SNR G11.2-0.3
Hoewel SN 386 over het algemeen werd beschouwd als geassocieerd met de symmetrische 4 boogmin cirkelvormige schil van supernovarest SNR G11.2-0.3, wordt nu gedacht dat deze theorie niet waar is. Deze SNR is waarschijnlijk afkomstig van een supernova type II. Studies geven het preciezere type als type cIIb/Ibc.
De gemeten gemiddelde expansiesnelheid van deze schil is 0,0277±0,0180% per jaar, waarvan de werkelijke diameter nu ongeveer 9,8 ly is, wat suggereert dat zijn leeftijd 1900±500 jaar is. Er wordt geschat dat de afstand van SNR G11.2-0.3 ongeveer 16.000 ly is, maar radiowaarnemingen variëren tussen 14.000-23.000 ly.
De associatie van SNR G11.2-0.3 met SN 386 wordt verworpen wegens de aanzienlijke extinctie van licht (AV) tussen de bron en de aarde, die op grond van infraroodwaarnemingen op ongeveer 16 magnitudes wordt geschat. Dit suggereert dat de ster niet zichtbaar zou zijn geweest met het blote oog.

## Pulsar PSR J1811-1926
In het centrum van G11.2-0.3 bevindt zich een snel roterende (periode 65 ms) neutronenster die op radiofrequenties is waargenomen als pulsar PSR J1811-1926 of als röntgenbron AX J1811-1926, die ook een kleine 10 tot 15 boogseconden grote pulsar windnevel (PWN) heeft voortgebracht. Deze pulsar en zijn omringende puinveld zijn waargenomen door het Chandra Observatorium, toen werd gesuggereerd dat SN 386 rond dezelfde tijd zou kunnen zijn ontstaan als de Chinese waarnemingen, maar modernere waarnemingen van rotatiesnelheden, spin down rate, en radiowaarnemingen van PSR J1811-1926, wijzen op een veel oudere 20.000 tot 23.000 jaar. Als dit waar is, is de conclusie dat de pulsar geassocieerd is met SN 386 duidelijk onjuist. De duidelijke tegenspraak met de leeftijd die wordt bepaald door de uitdijingssnelheid van de supernovarestant lijkt nog te moeten worden opgehelderd.
De afstand van de pulsar werd in 2003 geschat op 16.000 ly.